# Natalia Lafourcade
Maria Natalia Lafourcade Silva (spansk udtale: [maˈɾi.a naˈtalja lafouɾˈkaðe ˈsilβa] født 26. februar 1984 i Mexico City, Mexico) er en mexicansk pop-rock sanger og sangskriver , der siden sin debut i 2003 har været en af de mest succesfulde sangere på pop-rock-scenen i Latinamerika. Hendes bands navn er Natalia y La Forquetina. Lafourcade s stemme er kategoriseret som lyrisk sopran.

## Biografi
Lafourcades forældre var musikere. Hendes far er den chilenske musiker Gastón Lafourcade og hendes onkel er forfatter Enrique Lafourcade.
Hun gik på Instituto Anglo Español, en katolsk skole, hvor hun studerede maleri, fløjte, teater, musik, skuespil, klaver, guitar, saxofon og sang. Da hun var 10 år, sang hun i en Mariachi-gruppe.
Hun voksede op i Coatepec, Veracruz, Mexico, hvor hun studerede musik med sin mor, Maria del Carmen Silva Contreras, hvor de efterlignede kunstnere som Gloria Trevi - og Garibaldi. Hendes mor studerede klaver med speciale i musikalsk pædagogik og er skaberen af Macarsi Metoden for musikalsk uddannelse og integrerende og menneskelige udvikling af børn og pædagoger. Maria brugte selv metoden, for at hjælpe Natalia med sin musik og træning, efter hun var sparket i hovedet af en hest.
I 1998 blev Natalia en del af en pige-trio kaldet Twist. Gruppen fungerede dog ikke, og den blev opløst året efter.
Da Natalia var 17år, gav Loris Ceroni hende muligheden for at være i en pop/rock-gruppe under hans vejledning. Lafoucade tøvede, og Ceroni opfordrede hende til at blive selvstændig. Ceroni producerede sin første LP i samarbejde med Sony Music. Den blev indspillet i Italien og var co-written med Aureo Baqueiro. Musikeren Sabo Romo spillede med på to af sangene. Albummet Natalia Lafourcade er en blanding af pop, rock, bossa-nova og latin-rytmer. Albummet indeholder sangene "Busca Un Problema", "Elefantes", "Te Quiero Dar", "Mírame, Mírate", og hendes største hit, "En El 2000".
I 2003 blev hun nomineret til en Latin Grammy i kategorien 'Bedste Nye Kunstner' for sit debutalbum. Derudover medvirkede hun også på soundtracket til den mecikanske film Amar te duele og "Un Pato" filmen, Temporada de patos. Lafourcade blev nomineret til Rock New Artist til 16th Lo Nuestro Awards, men det var den mexicanske sangerinde Alessandra Rosaldo, der løb med prisen.
I 2011 vandt hun prisen for 'Bedste Nye Producer of the Year'-award i Indie-O Music Awards, for arbejdet med Carla Morrison's 'Mientras tu dormías' album.

## Den musikalske fremgang
I 2005 udgav hun Casa, hendes andet album, men denne gang som Natalia y La Forquetina, altså navnet på hendes band. Det meste af albummet er produceret af Café Tacuba's Emmanuel del Real, og albummet præsenterer en mere moden, rock-orienterede lyd, mens den stadig bevarer lyden af pop og bossa-nova i flere af numrene som singlen "Ser Humano" (pop-rock) og opfølgeren "Casa" (pop-bossa-nova). Aureo Baqueiro vendte tilbage og producerede de få segmenter af numrene, der ikke blev fremstillet af del Real.
I juni 2006, efter en tur gennem Mexico og USA, meldte Lafourcade, at hun ville forlade La Forquetina for igen at arbejde som solist. Natalia y la Forquetinas sidste show blev spillet d. 18. august 2006 i San Luis Potosi. Efter gruppens opløsning, vandt albummet Casa prisen til Latin Grammy for 'Best Rock Album by a Duo or Group with Vocal' i September.
I det samme år, 2006, udkom der en dokumentar om bandet, der viste gruppens tur mellem byerne og deres rejser. Den blev vist på MTV Tr3s i efteråret 2007.
Natalia Lafourcade har også sunget sammen med andre kunstnere. Disse omfatter Liquits' "Jardin", Kalimbas "Dia de Suerte", Kontrol Machetes "El Apostador" og Reiks gengivelse af en Lafourcade sang "Amarte Duele". Sammen med sit tidligere band har hun også medvirket i forskellige udgivelser med ikke tidligere udgivne numre som "Y Todo Para Que" på Intocables X og på Tin Tan hyldest album, Viva Tin Tan, med hittet "Piel Canela". I 2011 lavede hun musikvideoen "Quisiera Sabel" sammen med Los Daniels.

## Tilbage til solo-arbejde
Efter mere end et år fra Natalia gik fra La Forquetina indspillede hun et instrumental-album kaldet The 4 Seasons of Love (Kærlighedens 4 årstider). Hun skrev også teksten til "Tu y Yo" fra Ximena Sariñanas selvbetitlede album.
I 2008 optrådte hun på Julieta Venegas' MTV Unplugged.
I 2009 udgav hun albummet Hu Hu Hu, der endte i top 10 i Mexico. Albummet blev produceret af Emmanuel del Real (den samme, der producerede "Casa" i 2005), Marco Moreno og Ernesto García. Det blev nomineret til 'Best female Pop Vocal Album' til Latin Grammy Awards 2009 (vundet af Laura Pausini) og 'Bedste Latin-Pop-album' til Grammy Awards 2010 (vundet af La Quinta Estación). Club Fonograma kaldte albummet det 2. bedste i 2009, og det 7. bedste i dette årti.
I 2012 udgav hun et hyldest album til Agustín Lara kaldet Mujer Divina.
Hendes næste album, Hasta La Raíz, blev udgivet i marts 2015. "Nunca Es Suficiente" (Det er aldrig nok), og den første single fra det album, blev udgivet den 10. februar samme år. Nummeret "Hasta La Raíz" blev nr. 5 på 'the Virale 50 Globale Spotify Chart' og nummer 1 på 'the Virale 50 México Chart'.[kilde mangler]

## Diskografi
| Album |
| --- |
| Natalia Lafourcade - Udgivet: D. 25. februar, 2003 - Mexicansk listeplacering: #1 - Mexicansk certificering: Platinum - Singler: - "Busca un Problema" - "En el 2000" - "Te Quiero Dar" - "Mirame, Mirate" - "Elefantes" |
| Casa - Udgivet: D. 30. august, 2005 - Mexicansk listeplacering: #1 - Mexicansk certificering: Guld - Singler: - "Ser Humano" - "Casa" - "Un pato"                                                                        |
| Las 4 Estaciones del Amor - Udgivet: D. 22. januar, 2008 |
| Hu Hu Hu - Udgivet: D. 29. maj, 2009 - Mexicanske listeplacering: #9 - Singler: - "Azul" - "Ella Es Bonita" - "Cursis Melodias" - "No Viniste"                                                                           |
| Mujer Divina, Homenaje a Agustín Lara - Udgivet: D. 22. september, 2012 |
| Hasta la Raíz - Udgivet: D. 17. marts, 2015 - Mexicansk listeplacering: #6 - Singler: - "Nunca Es Suficiente" - "Hasta La Raíz" - "Lo Que Construimos" - "Para Que Sufrir"                                               |
| Musas - Udgivet: D. 5. maj, 2017 - Singler: - "Tú sí sabes quererme" |
| Musas Vol. 2 - Udgivet: 2018 |
| Un canto por México - Udgivet: 2020 |

## Awards og nomineringer

### Grammy Awards
Grammy Awards er en hyldest af National Academy of Recording Arts and Sciences i USA ved at anerkende fremragende præstation indenfor musik-industrien.

### Latin Grammy Awards
En Latin Grammy Award er en hyldest af den latinske Academy of Recording Arts & Sciences ved at anerkende fremragende præstation i musik-branchen.

## Galleri
- Huajuapan 2012
- Huajuapan 2012
- Huajuapan 2012